# Angelo da Pietrafitta
Frate Angelo da Pietrafitta (Pietrafitta, 1620 – Pietrafitta, 1699) è stato uno scultore e religioso italiano.

## Biografia
Fra Angelo nacque nel 1620 sui monti della Sila, a Pietrafitta o Aprigliano e sin da giovane entrò nell'Ordine francescano dei frati minori "dell'Osservanza", dedicandosi all’intaglio del legno. Seguì nel suo peregrinare per conventi del cosentino e crotonese Fra Umile da Petralia, il quale scolpì tre crocifissi per i conventi di Cutro, Bisignano e Bonifati.
Nel 1677 realizza a Forenza in Lucania, uno dei suoi crocefissi più espressivi e noti. Tra il 1684 e il 1686 opera nel Lazio a Subiaco e poi a Carpineto dove realizza altre due opere sotto direzione di fra Stefano di Piazza Armerina.
Nel 1686 per la Chiesa di San Giovanni Battista di Piglio nel frusinate realizza un crocefisso oggi andato distrutto, con il quale sorprenderà i suoi superiori che gli commissioneranno un'opera per la Chiesa di San Francesco a Ripa, a Roma..
La figura di Fra Angelo si deve accostare anche alla realizzazione dei “calvari francescani”, utilizzati nell’esercizio della Via crucis, e consistenti in un crocefisso di proporzioni naturali sovrastato dall’eterno padre benedicente, e ai lati la Vergine Addolorata e San Giovanni Evangelista.
L'arrivo in Puglia segue l'assunzione della guida della provincia di S. Nicolò delle Puglie da parte di padre Gregorio da Lequile, che gli commissionò un calvario. Secondo padre Bonaventura Quarta da Lama, quello di Lequile assurse a modello per tutti gli altri calvari e crocefissi intagliati in Puglia, giacché ogni convento voleva il suo. In questo periodo, scolpì circa trenta crocifissi, o quanto meno ne intagliò il volto, lasciando il resto agli apprendisti, i quali intagliavano anche gli altri componenti del calvario in modo da velocizzarne la produzione e appagare tutti i committenti.

## Opere

### Lazio
In provincia di Frosinone:
- a Piglio realizza crocefisso andato distrutto;

Nella Città metropolitana di Roma Capitale
- a Subiaco realizza un crocefisso;
- a Carpineto Romano realizza un crocefisso;
- a Romarealizza un crocefisso per la Chiesa di San Francesco a Ripa

### Basilicata
In provincia di Matera
- a Stigliano realizza un crocefisso per la chiesa di Sant’Antonio, ex convento dei francescani;
- a Matera realizza un calvario per la Chiesa di San Rocco

In provincia di Potenza
- a Forenza nel 1677 realizza il Calvario presso il Santuario del Santissimo Crocifisso.

### In Calabria
- a Pietrafitta realizza crocefisso;
- Crocefisso di Soverato

### In Puglia
In provincia di Lecce
- a Lequile realizza un calvario di cui rimane il crocefisso collocato su altare maggiore della Chiesa di San Francesco;
- a Gioia del Colle realizza un crocefisso per il convento dei Francescani Riformati, attualmente esposto nella chiesa di Sant'Antonio;
- a Galatina realizza calvario completo di pittura scenica su sfondo della città con cornice intarsiata in legno, per la Basilica di Santa Caterina d’Alessandria;
- a Lecce realizza crocefisso per Chiesa di San Lazzaro;
- a Presicce realizza crocefisso;

In provincia di Brindisi:
- a Brindisi realizza crocefisso, ora in Chiesa di Santa Maria degli Angeli;
- a Ostuni realizza crocefisso in Chiesa della Santissima Annunziata;
- a Francavilla Fontana realizza crocefisso;
- a Mesagne realizza crocefisso per Chiesa Madonna del Carmine, e un calvario per la Chiesa di Santa Maria di Loreto;

In provincia di Taranto:
- a Manduria realizza crocefisso per Chiesa di San Francesco;
- a Martina Franca realizza crocefisso per Chiesa di Sant’Antonio;
- a Taranto realizza crocefisso per la Chiesa di San Giovanni di Dio;

Nella città metropolitana di Bari:
- a Bari realizza crocefisso per Chiesa di Sant’Antonio;
- a Gioia del Colle, realizza un crocefisso per la Chiesa di Sant’Antonio[6];
- a Santeramo in Colle realizza crocefisso per Chiesa del Santissimo Crocefisso;
- a Turi realizza un calvario per la “Cappella del Calvario” presso la Chiesa di San Giovanni Battista. Questo calvario si contraddistingue dalla presenza ai piedi della croce anche dell’effige di Santa Maria Maddalena[7];
- a Valenzano nel 1696 realizza un crocefisso per il convento, attiguo al Santuario di Santa Maria di San Luca.